# Nephrotoma suturalis
Nephrotoma suturalis là một loài ruồi trong họ Ruồi hạc (Tipulidae). Chúng phân bố ở miền Tân bắc.

## Hình ảnh
- Tư liệu liên quan tới Nephrotoma suturalis tại Wikimedia Commons